# Kłodzin (województwo wielkopolskie)
Kłodzin – wieś w Polsce, położona w województwie wielkopolskim, w powiecie wągrowieckim, w gminie Mieścisko.
W latach 1975–1998 miejscowość administracyjnie należała do województwa poznańskiego.
We wsi, przy remizie strażackiej, zabytkowa sikawka z 1928, wyprodukowana przez przedsiębiorstwo Louis Tidow z Hanoweru-Badenstedt. Obok kapliczka św. Floriana ufundowana przez ks. Roberta Waszaka z okazji stulecia miejscowej OSP oraz pomnik (niewysoki obelisk) Polaków pomordowanych przez Niemców w latach 1939-1945.